# Khasiin Khulguud
El Khasiin Khulguud es un equipo de fútbol de Mongolia que juega en la Primera Liga de Mongolia, la segunda categoría de fútbol en el país.

## Historia
Fue fundado en el año 2006 en la capital Ulan Bator y es el equipo que representa al Banco de Mongolia en fútbol, logrando su primer título de la Liga de Fútbol de Mongolia en el año 2006, aunque ese título no es considerado oficial por ser tomada en cuenta como una liga de reconstrucción de fútbol en Mongolia.
El club permaneció en la máxima categoría hasta la temporada 2013, temporada en la que descendieron.

## Palmarés
- Liga de Fútbol de Mongolia: 1

2010

## Jugadores

### Jugadores destacados
- Sharav Nasanjargal
- Dagva Enkhtaivan